# Centesimus Annus
Centesimus Annus (hrv. Stota godina) je enciklika pape Ivana Pavla II. proglašena 1. svibnja 1991. godine u povodu stote obljetnice enciklike Rerum Novarum, odatle i njezino ime na latinskom jeziku, koje znači "stota godina" od te enciklike.

## Sadržaj
Upućena je biskupima, svećenicima općenito obiteljima, osobito vjernicima Katoličke crkve i svim ljudima dobre volje. Sastoji se od blagoslova, uvoda i šest poglavlja.
Papa se prisjeća velikih doktrinalnih tragova enciklike Rerum Novarum, koju je proglasio papa Lav XIII. 1891. godine, koja još uvijek zadržava svoju aktualnost i može se primijenili u današnjem svijetu. Papa Ivan Pavao II. u svojem osvrtu daje posebnu važnost događajima nakon pada Berlinskoga zida 1989. godine.
U enciklici se pokazuju mudri savjeti pape Lava XIII. oko privatnoga vlasništva i socijalizma. Imati imovinu pravo je svake ljudske osobe, ali to znači i sredstvo koji ljudi mogu koristiti za rast u solidarnosti i međusobnom pomaganju.
Glavna su načela za koja se zalaže Papa: dostojanstvo i prava radnika, pravo na osnivanje strukovnih udruga poslodavaca i radnika, pravo na privatno vlasništvo, slobodan život, slobodu vjeroispovijesti, pravičnu plaću. Kraljevstvo Božje ne može se zamijeniti bilo kojim vremenskim kraljevstvom. Treba braniti i promicati dostojanstvo i prava ljudske osobe, bez obzira na osobna uvjerenja.
Papa je napisao encikliku 1991., tijekom posljednjih dana hladnoga rata, posebno ispituje istodobne političke i gospodarske probleme. Enciklika pobija marksističko-komunističku ideologiju i osuđuje diktatorske režime koji je prakticiraju. Osuđuju se strahote komunističkih režima diljem svijeta. No, Papa također osuđuje režime koji progone svoje stanovništvo, navodno u borbi protiv marksizma i komunizma.
Enciklika izlaže pitanja socijalne i ekonomske pravde, uključuje obranu privatnoga vlasništva i pravo osnivanja privatne udruge, uključujući i sindikate. Ona uspoređuje socijalizam s konzumerizmom, identificira ateizam kao izvor njihova zajedničkoga poricanja dostojanstva ljudske osobe.
Artikuliraju se temeljna uvjerenja u socijalnom nauku Katoličke crkve. Papa poziva državu da bude zastupnik pravde za siromašne i zaštiti ljudska prava svih svojih građana, ponavljajući teme od pape Lava XIII. u enciklici Rerum Novarum. 

## Vanjske poveznice
Mrežna mjesta
- Ivan Macan, »Centesimus annus«. Socijalna enciklika pape Ivana Pavla II., Obnovljeni život 5/1991.